# Merseburger Ständehaus

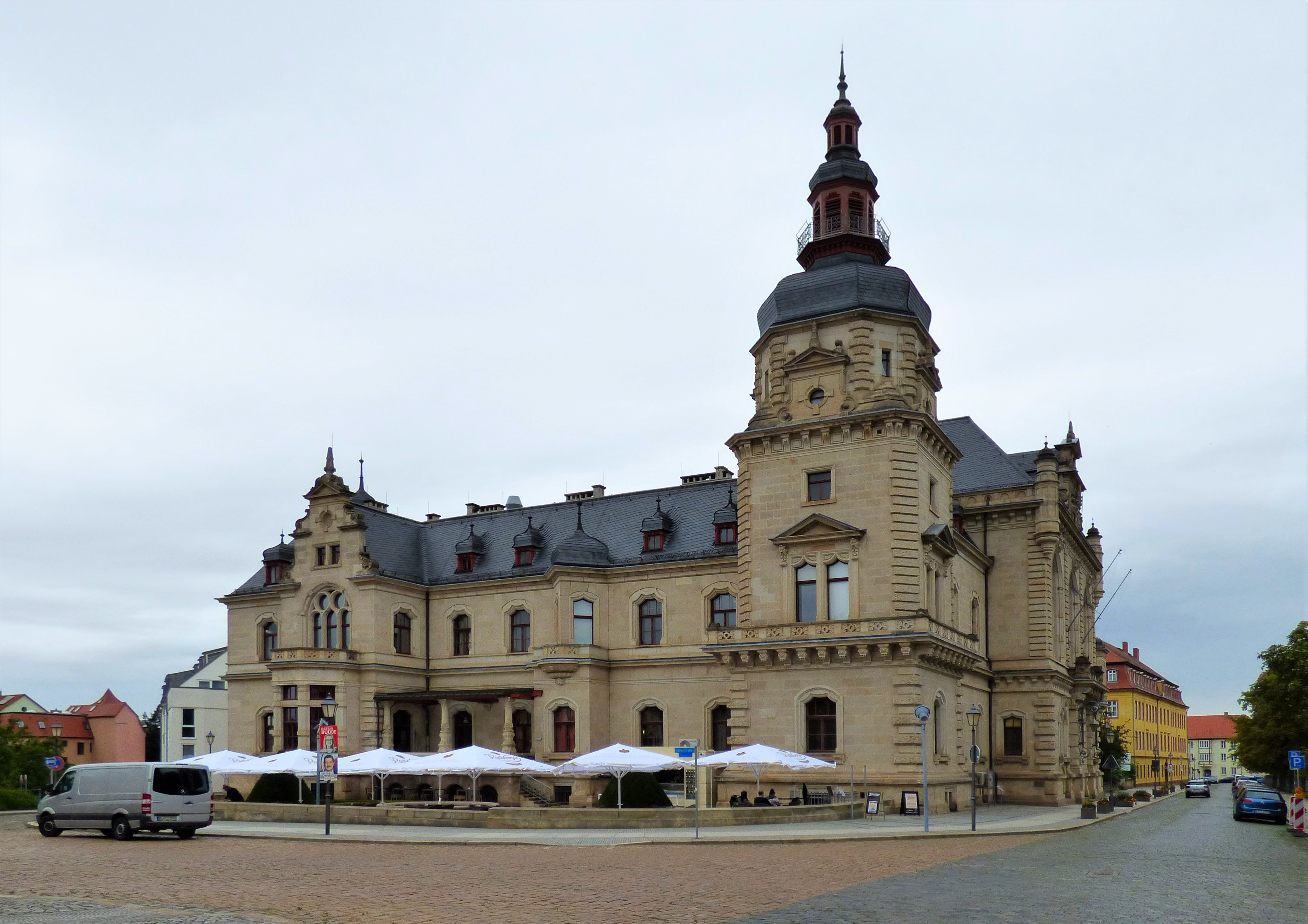
Ständehaus Merseburg

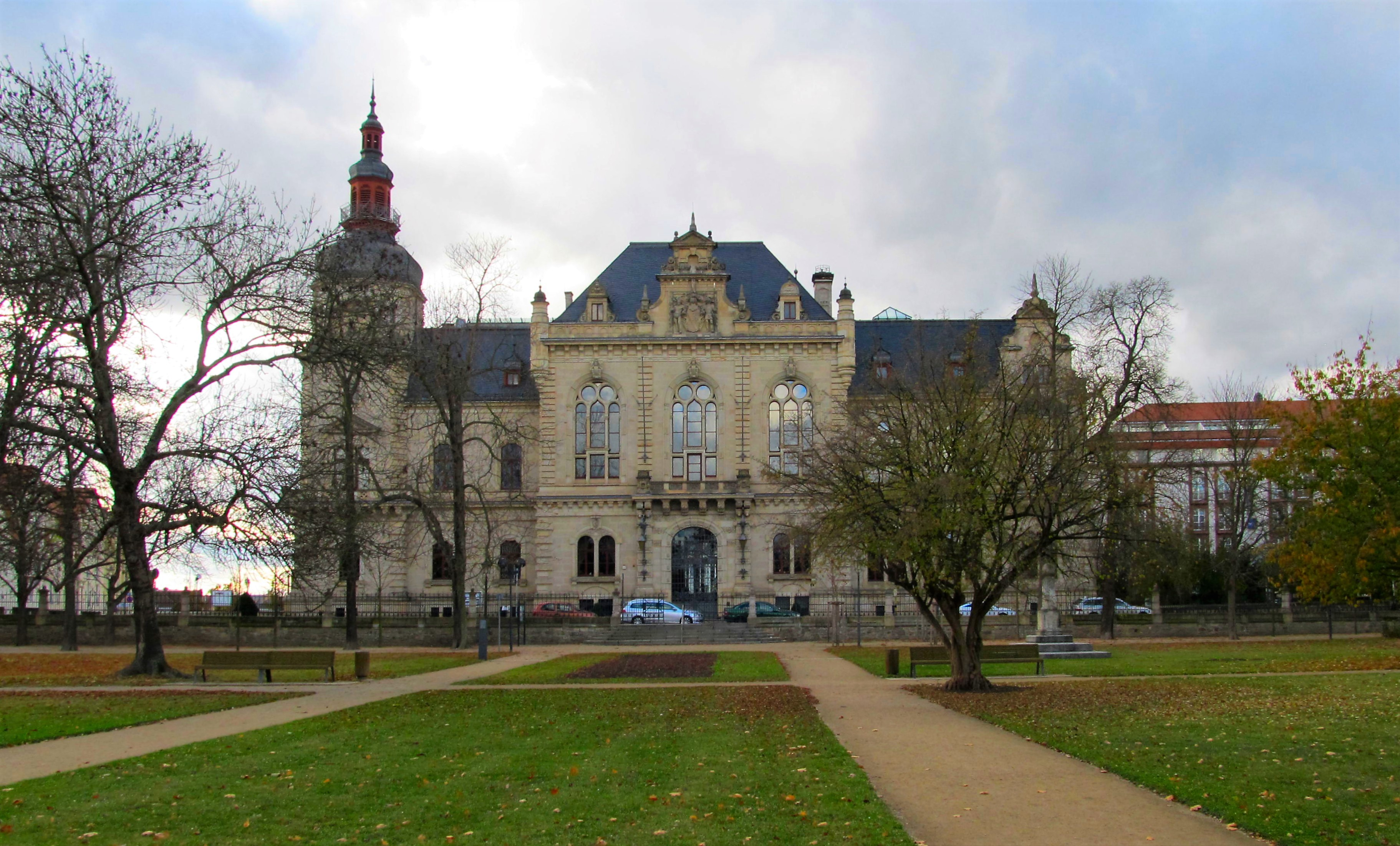
Front vom Schlosspark aus

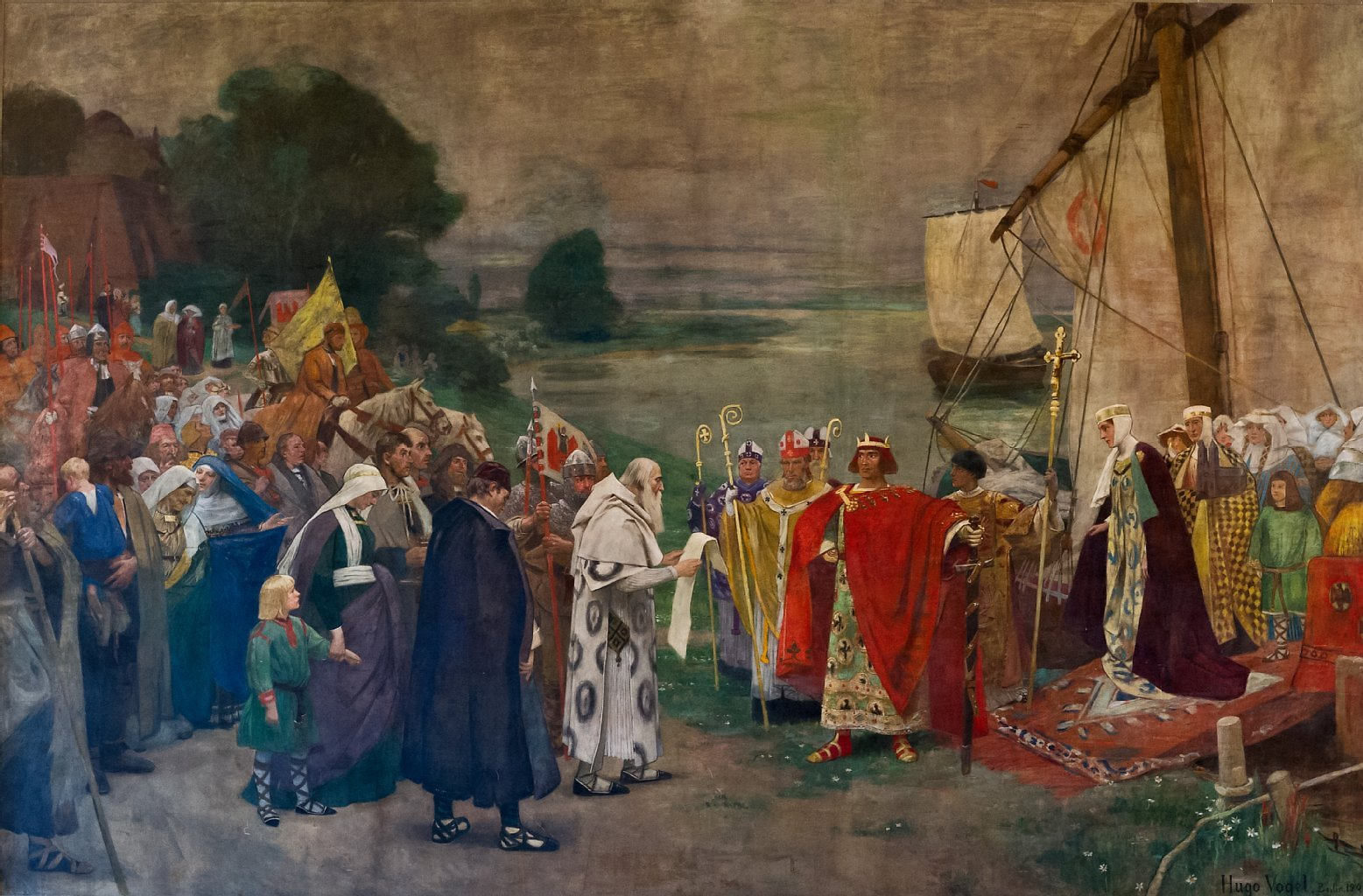
Hugo Vogel (1898): Ankunft Kaiser Ottos I. und seiner Gemahlin Edith bei Magdeburg zum Hoftag 937. Historiengemälde an der Stirnwand des großen Saals

Das Merseburger Ständehaus befindet sich in unmittelbarer Nähe des Merseburger Doms sowie des Merseburger Schlosses. Als Parlamentsgebäude des Provinziallandtages der preußischen Provinz Sachsen errichtet, dient es heute als Kongress- und Kulturzentrum.

## Vorgeschichte
Im Jahr 1825 kam erstmals im Schlossgartensalon in Merseburg die Ständevertretung (Landtag) der 1815 gebildeten Provinz Sachsen im preußischen Königreich zusammen. Schon bei der zweiten Sitzung 1827 wurden Klagen laut, dass dieses Gebäude ungeeignet sei. Ab 1835 übersiedelte das Landesparlament ins Zechsche Palais in Merseburg, welches einen geeigneten Saal für Plenarsitzungen aufwies.
Es war noch bis 1894 Tagungsort der Ständeversammlung. Am Ende der Benutzung des Zechschen Palais erfolgte eine wesentliche Erweiterung der Zuständigkeiten des Provinzialverbandes. Darunter befanden sich Aufgaben, die mit der Sozialgesetzgebung des Reiches zusammenhingen. Damit erhöhte sich auch der Platzbedarf.

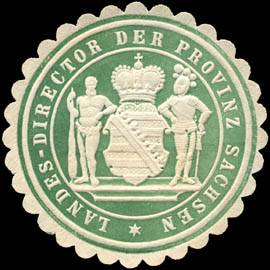
Landesdirector der Provinz Sachsen – Siegelmarke

Nachdem man ab 1875 immer wieder über eine Verlegung des Landtages nach Halle (Saale) oder Magdeburg gestritten hatte, aber zu keiner Einigung kam, entschied man sich im Jahr 1892 zum Neubau des Ständehauses. Es wurde auf einem, dem preußischen Staat von der Stadt Merseburg geschenkten, Grundstück errichtet. Als Leiter des Provinzialverbands Sachsen wählten die Mitglieder des Sächsischen Provinziallandtages den Landeshauptmann#Landesdirektor.

## Architektur
Die Grundsteinlegung des von Franz Schwechten entworfenen Gebäudes erfolgte am 7. September 1892. Die Bauausführung lag in den Händen der halleschen Architekten Knoch und Kallmeyer. Im großen Saal befinden sich Historiengemälde von Hugo Vogel. Am 24. April 1895 tagte dort erstmals der Provinzialausschuss.

## Geschichte
Das Ständehaus in Merseburg war der Tagungsort des Provinziallandtages der Provinz Sachsen in der Zeit des Kaiserreiches von 1895 bis 1918 und der Zeit der Weimarer Republik von 1919 bis 1933.
Anfang September 1945 wurde im Ständehaus von den Vertretern aller Parteien Sachsen-Anhalts, unter Leitung von Walter Ulbricht, das Bodenreformgesetz erarbeitet. Ab Ende der 1940er Jahre bis zum Beginn der 1990er Jahre wurde es als »Haus der Kultur« genutzt.
In dieser Zeit beherbergte es Bibliothek, Kino, Theater, Vereine, Diskotheken, Museum und Musikschule.
Mit der politischen Wende im Herbst 1989 verlor das Haus seine Nutzer. So stellte der Kulturbund der DDR seine Arbeit ein und die Gaststätte im Erdgeschoss wurde geschlossen. Nach einigen Jahren des Leerstands kaufte die Stadt Merseburg 1998 das Ständehaus zum symbolischen Preis von einer Mark vom Land Sachsen-Anhalt. Am 3. Oktober 2003 wurde es dann als Kongress- und Kultur-Zentrum nach umfangreicher Sanierung wiedereröffnet. Außerdem befindet sich das Standesamt der Stadt Merseburg in dem Gebäude. Im Erdgeschoss befindet sich eine kleine Ausstellung zur Geschichte des Hauses.

## Brunnen
Vor der Südseite des Ständehauses befindet sich ein Brunnen aus Granit. Dieser wurde 1895 erbaut und ist in seiner Architektur eher schlicht gehalten. Er wurde zuletzt 2003 saniert. Der Innendurchmesser beträgt 4,2 Meter.

## Bibliographie
- Geschichte des Provinzialverbandes von Sachsen 1825-1925, Hermann Giesau im Auftrage des Provinzialverband, Merseburg: Rößner, 1926.